# Picrostigeus pumilis
Picrostigeus pumilis är en stekelart som först beskrevs av Holmgren 1858.  Picrostigeus pumilis ingår i släktet Picrostigeus, och familjen brokparasitsteklar. Arten är reproducerande i Sverige.